# هرمانکی
هرمانکی (به چکی: Heřmánky) یک منطقهٔ مسکونی در جمهوری چک است که در ناحیه نووی ییتشین واقع شده‌است. هرمانکی ۳٫۳ کیلومتر مربع مساحت و ۱۸۲ نفر جمعیت دارد و ۳۲۴ متر بالاتر از سطح دریا واقع شده‌است.